# Алі I (емір Криту)
Алі I ібн Юсуф (араб. علي بن يوسف بن عمر; д/н — бл. 925) — 6-й володар Критського емірату в 915—925 роках.

## Життєпис
Син еміра Юсуфа I. Посів трон 915 року. Того ж року вирішив здійснити напад на візантійські землі. Звернувся по допомогу до Ахмада ібн Зіяадата Аллаха ібн Курхуба, незалежного валі Сицилії. Проте той не зміг надати флот, оскільки воював проти фатимідського халіфа аль-Махді. З огляду на це самостійно здійснив напад, проте невдало.
919 року став планувати новий напад на Візантію. Тепер звернувся до халіфа аль-Махді. Втім через відмову Алі I прийняти шиїзм не отримав війська і флот. У 920 році флот Критського емірату здійснив успішний напад на місто Навпакт, але на зворотному шляху візантійці знищили арабських флот.
З 921 року знову відновлено спільні дії з піратом Левом Триполітанським. Але 923 року останній у битві біля Лемносу зазнав нищівної поразки від візантійців. Алі I запроторив лева до в'язниці, де той помер того ж року. 925 року помер сам емір. Йому спадкував стрийко Ахмад.